# 淀橋町水道
淀橋町水道（よどばしまちすいどう）とは、豊多摩郡淀橋町（現在の新宿区）が経営していた町営水道である。

## 概要
当時の淀橋町は東京市の発展に伴い人口が急増したことで水不足に悩まされていた。そのため1919年（大正8年）には町会議員有志が町内に所在した淀橋浄水場から給水を受けるべく東京市水道局との交渉を行って町営水道の計画を立てていたが、財政面の問題から実現せずにいた。しかし1922年（大正11年）4月に淀橋町長が内務省に児童の飲料水検査を依頼したところ水質が極めて不良であるという結果が出たことで、町内の小学校および消火栓への水道敷設を決定し、同年10月の町会において可決した。その後東京市より水道供給を受けるべく交渉を行い、工事の一切を東京市に委託した。1924年（大正13年）8月には町内1小学校を除いて工事が完成、残りの1小学校への水道工事も1925年（大正14年）1月に完成した。翌年の1926年（大正15年）には学校のみならず一般家庭への水道敷設の計画が立てられ、1927年（昭和2年）6月より給水工事に着手、一部町民に水道供給が開始されることとなった。1928年（昭和3年）12月には臨時水道部を設けて各沿道への水道管敷設工事が行われ、1931年（昭和6年）3月31日、工事が完了した。
1932年（昭和7年）10月1日に淀橋町が東京市に統合されたことで、淀橋町水道は東京市水道の一部となった。
東京市への引継ぎ時の給水戸数は4869戸、給水人口は2万2397人であった。

## 施設
東京市水道の配水管より水道管を分岐させ上水の供給を受けていたため、水源や浄水場の設備は有さなかった。